# Vanhoeffenura georgei
Vanhoeffenura georgei là một loài chân đều trong họ Munnopsidae. Loài này được Malyutina miêu tả khoa học năm 2003.